# Sméagol

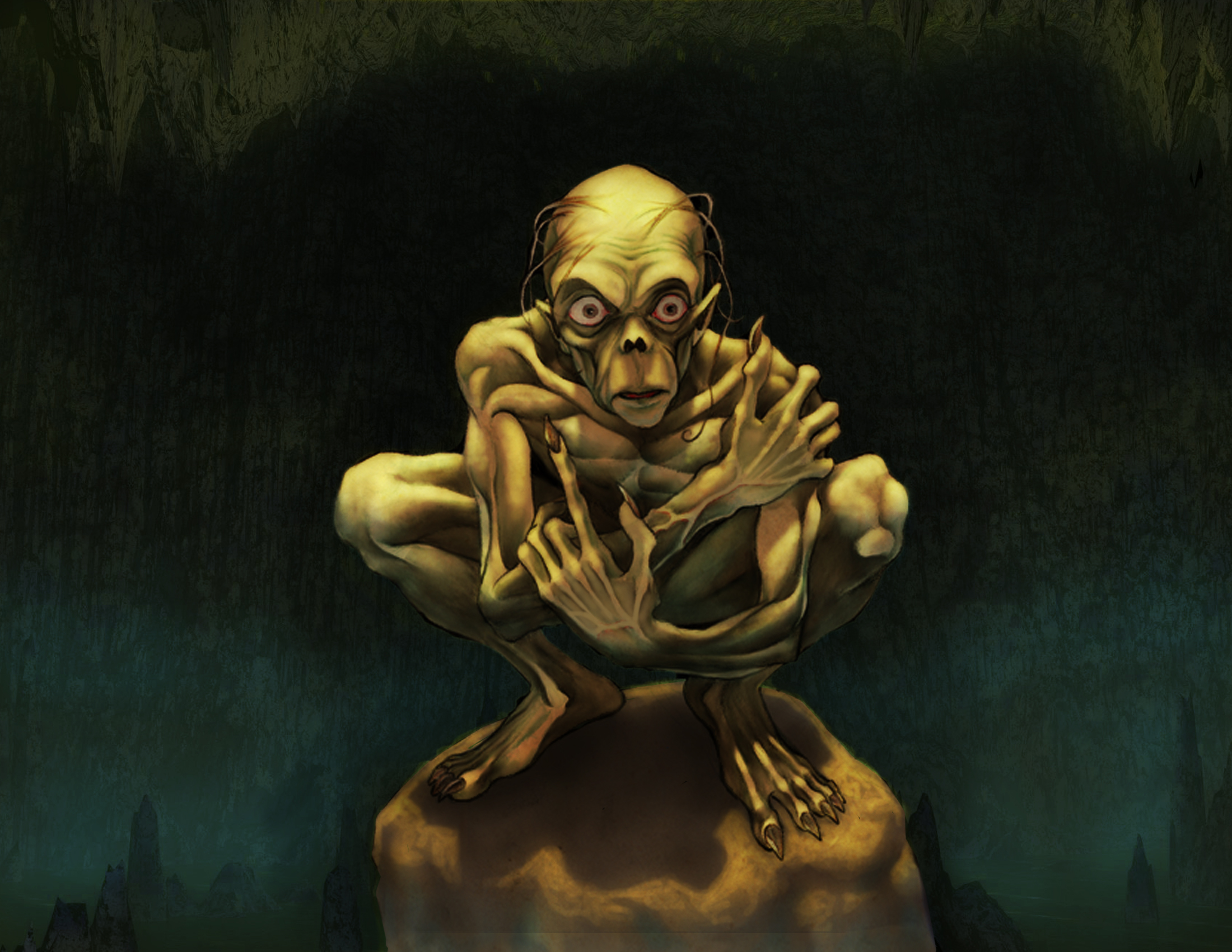
Gollem

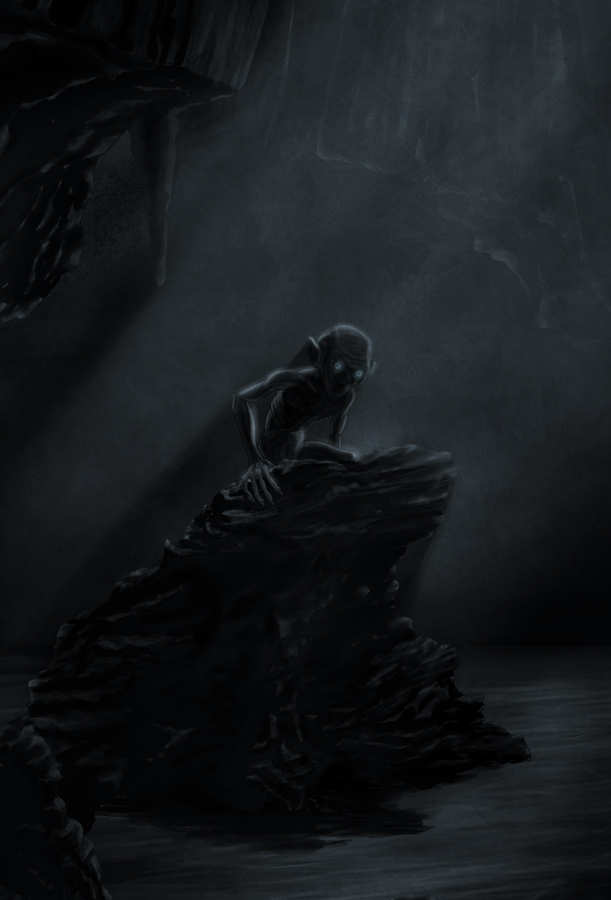
Gollem

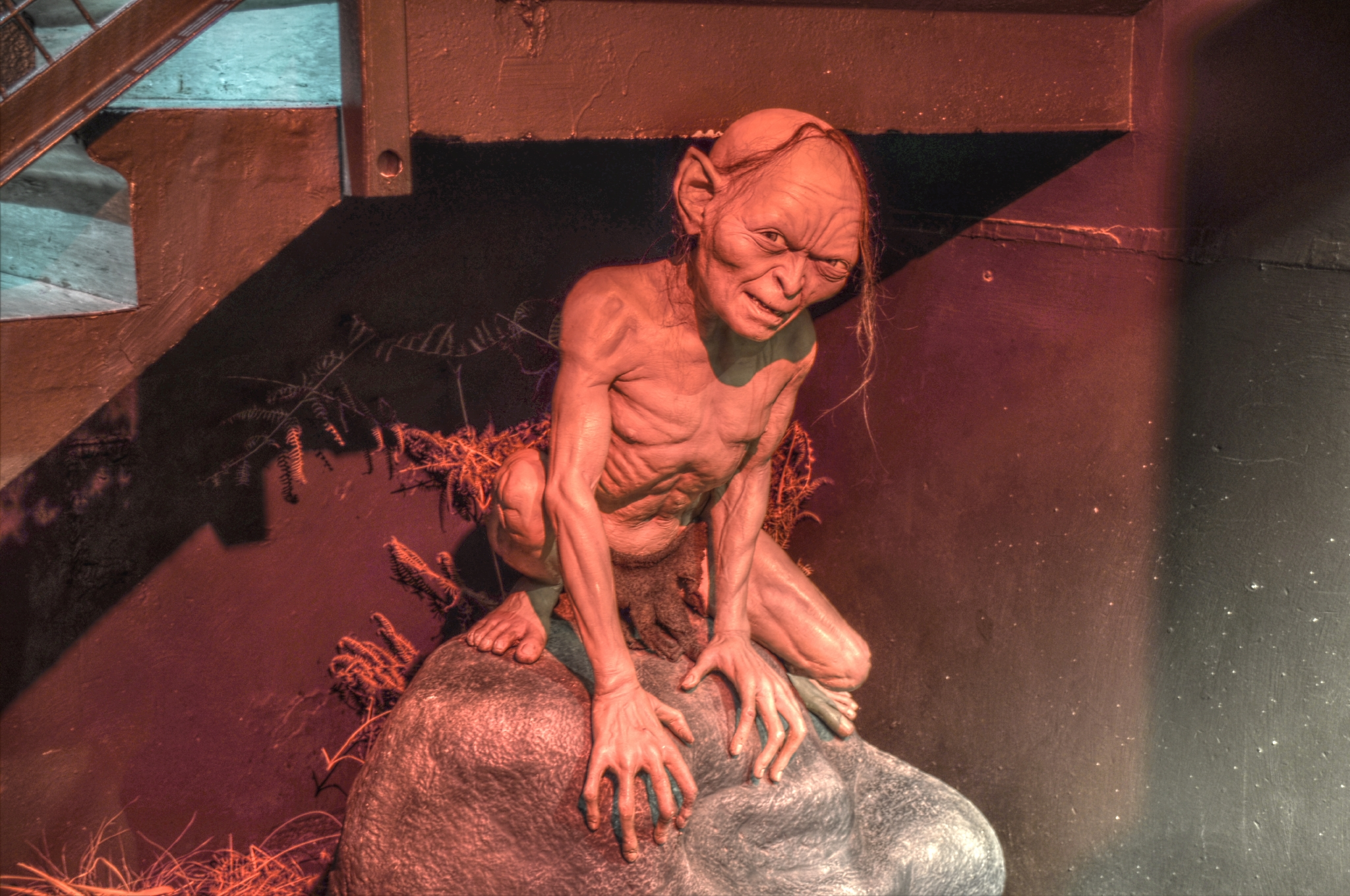
Beeld van Gollem in het National Wax Museum Plus, (Dublin)

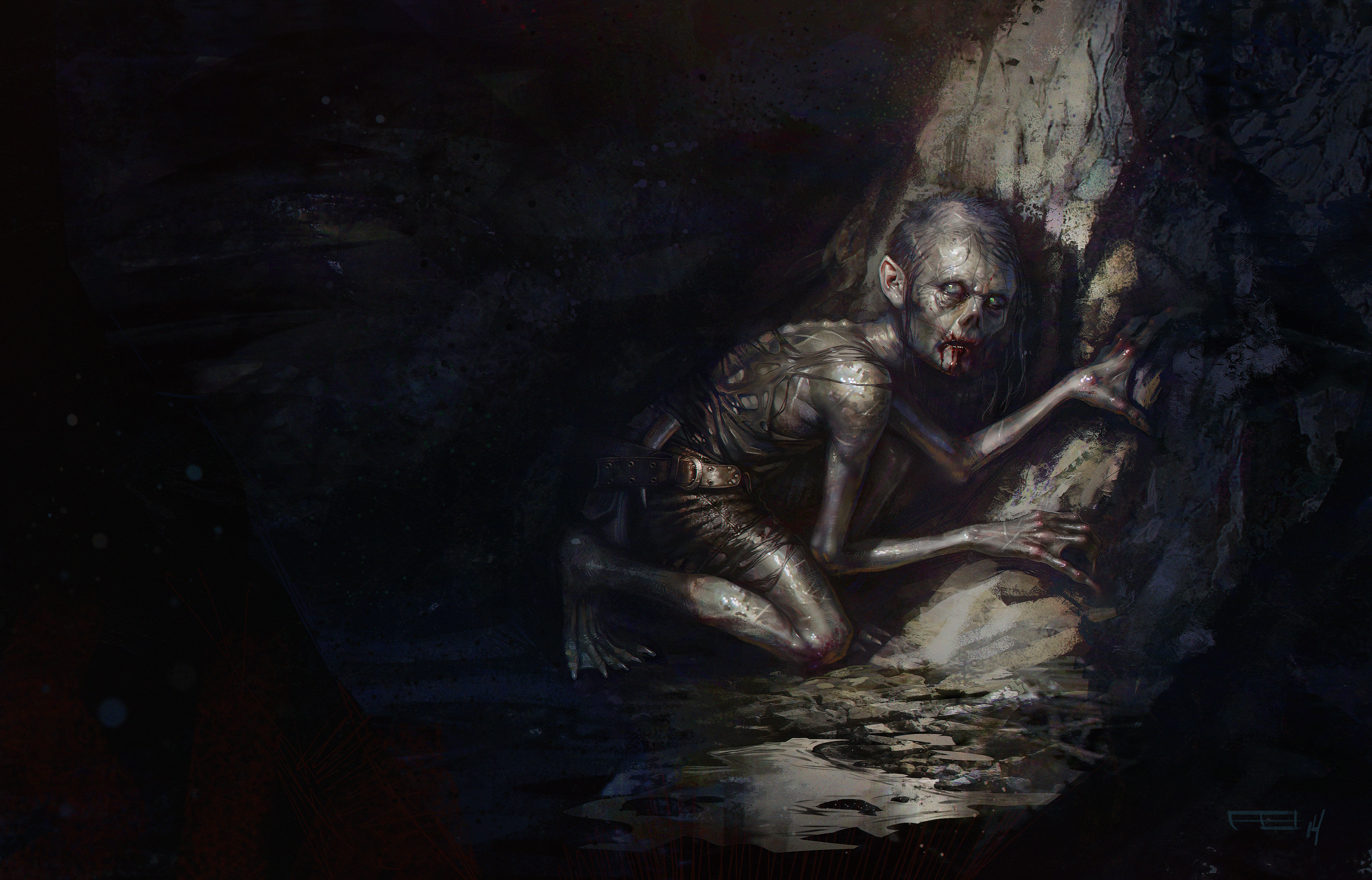
Gollem

Gollem (Engels: Gollum), geboren als Sméagol, is een personage uit de boeken De Hobbit (1937) en In de Ban van de Ring (1937-1949) van de Britse schrijver J.R.R. Tolkien.

## Naam
In het boek In de Ban van de Ring wordt gezegd dat de naam Gollem een onomatopee is, naar aanleiding van de merkwaardige keelgeluiden die hij produceerde. 
De naam Gollem is mogelijk een verwijzing naar de Joodse legende over Golem. De Tsjechische auteur Gustav Meyrink schreef in 1915 een roman over deze figuur, en H. Leivick schreef in 1921 een toneelstuk over Golem. Tolkien werd mogelijk mede hierdoor geïnspireerd.

## Verhaal
Gollem werd omstreeks het jaar 2440 van de Derde Era geboren als de hobbit Sméagol. Zijn sterfdatum was 25 maart 3019. Bij zijn dood was Gollem dus ca. 580 jaar oud.
Sméagol bracht zijn jeugd door in een uitgebreide familie die werd overheerst door zijn grootmoeder. In het jaar 2463 van de Derde Era raakte hij in het bezit van de Ene Ring, die Sauron tijdens een grote veldslag aan Isildur had verloren. Toen Sméagol op zijn verjaardag met zijn neef Déagol ging vissen in de rivier de Anduin bij de Lissevelden, vond Déagol de ring. Sméagol eiste de ring voor zichzelf op als verjaardagscadeau. Toen Déagol weigerde de ring af te staan, werd hij door Sméagol gewurgd. 
Sméagol raakte hierna al snel volledig onder invloed van de Ring. Hij werd door zijn familie verstoten, en moest voortaan voor zichzelf zorgen. Hij trok zich terug in onderaardse grotten waar de Ring hem lichamelijk en geestelijk almaar verder aantastte. Tegelijk werd zijn levensduur door de Ring op onnatuurlijke wijze verlengd. Sméagol was nu compleet aan de Ring overgeleverd en noemde de Ring zijn 'lieveling' ('my Precious'). Zo leefde hij meer dan 400 jaar lang onder de Nevelbergen, waar hij zich in leven hield met het eten van rauwe vis en jonge aardmannen. Inmiddels werd Sméagol Gollem genoemd, hoewel hij zichzelf nog steeds Sméagol noemde.
In juli 2941 kwam de hobbit Bilbo Balings terecht bij Gollem, die de Ring toen net ergens in de grotten was kwijtgeraakt. Bilbo vond de Ring en stak hem in zijn zak. Even later ontmoette hij Gollem. Nadat de twee een raadselspel hielden, met als inzet dat Gollem Bilbo de weg naar buiten zou wijzen, wist Bilbo te ontsnappen doordat Gollem zijn laatste vraag ("Wat heb ik in mijn zak?") niet kon beantwoorden. Het antwoord op deze vraag had "de ring" moeten zijn.
Gollem verliet de Nevelbergen om Bilbo te achtervolgen en de Ring terug te krijgen. Hij kwam uiteindelijk in Mordor terecht, waar hij in handen viel van Saurons krijgers. Na te zijn gemarteld gaf hij de namen van Bilbo en de Gouw prijs. Hierop werd hij vrijgelaten en later opnieuw gevangengenomen door de boselfen. Hij ontsnapte en vluchtte naar Moria.
In de Gouw gaf Bilbo de Ring aan zijn neef Frodo. Gollem kwam in Moria op het spoor van de reisgenoten, die daar vooralsnog niet van op de hoogte waren. Gollem bleef de overgebleven reisgenoten achtervolgen tot in Lórien, en daarna tijdens hun boottocht over de Anduin. Nadat het gezelschap uiteen was gevallen volgde Gollem Frodo en Sam, die hem ten slotte wisten te vangen. Gollem beloofde dat als ze hem weer vrijlieten, hij hen als gids zou dienen op hun weg naar Mordor.
Gollem leidde de twee hobbits echter naar de grot van de reuzenspin Shelob, in de hoop dat zij de hobbits zou verslinden waarna hijzelf de ring zou terugkrijgen. Dit plan mislukte echter. Gollem bleef de hobbits volgen, tot hij uiteindelijk zijn kans schoon zag toen Frodo op het punt stond de Ring in de Doemspleet te werpen. Op dat moment raakte Frodo geheel overweldigd door de Ring en stak hem aan zijn vinger. Gollem besprong hem en beet Frodo's wijsvinger af, waarna hij dansend van vreugde zijn evenwicht verloor en met de Ring in het vuur van de Doemspleet viel. Zo speelde Gollem, zoals eerder voorspeld, een cruciale rol bij de vernietiging van de Ring en het ten val brengen van Sauron.

## Tragiek
Gollem wordt gezien als het meest tragische personage uit In de Ban van de Ring. Allereerst omdat hij door de macht van de Ring een moordenaar van zijn eigen neef wordt. Daarna overwint zijn boze kant de goede kant, Sméagol, en verwordt hij tot een boosaardig en walgelijk schepsel. Na het verlies van de Ring komen herinneringen aan een vroeger leven weer terug, maar uiteindelijk overwint toch de boosaardige Gollem. Dat wordt uiteindelijk zijn ondergang waarbij hij tegelijk nog ten goede een taak vervult.

## Taalgebruik
Een van de opvallende kenmerken aan Gollems taalgebruik is dat hij steeds nog een extra meervouds-s toevoegt aan woorden die al in het meervoud staan (hobbitses, birdses, etc.). Ook spreekt hij doorgaans over zichzelf in de eerste persoon meervoud. Dit komt doordat hij in feite aan een vorm van dissociatieve identiteitsstoornis lijdt. Soms krijgt zijn goede kant, Sméagol, heel even de overhand en dan spreekt hij in de eerste persoon enkelvoud.

## Vernoeming
- De in 2016 beschreven kikker Ansonia smeagol is genoemd naar dit personage. Deze kikker is een bergbewoner, leeft half in het water en heeft dunne ledematen en opvallend bolle ogen.[3]
- Galaxias gollumoides (vis)
- Gollum (browser)

- Gemeinsame Normdatei: 129177083
- Library of Congress Control Number: sh2004005885
- Nationale Bibliotheek van Israël: 987007559159405171
- Virtual International Authority File: 13381015